# 迅猛鱷科
迅猛鱷科（Prestosuchidae）是群三疊紀肉食性主龍類。牠們是大型、活耀的陸地頂級掠食動物，身長2.5到7公尺。在那個時代，迅猛鱷科繼承引鱷科在大型主龍類的地位。牠們與引鱷科的體型相似，在頭顱與骨骼上的某些特徵也有相似點，迅猛鱷科較先進的地方在於牠們的直立四肢、類似鱷魚的足踝，顯示更有效率的行走方式。迅猛鱷科繁盛於中三疊紀，以及晚三疊紀早期，化石已在歐洲、印度、坦噶尼喀、阿根廷、巴西等地發現。然而專家們對於這些物種的種系發生學關係，以及哪些屬該被列入，迅猛鱷科是否與勞氏鱷科有所區別等議題上仍有歧見。

## 分類

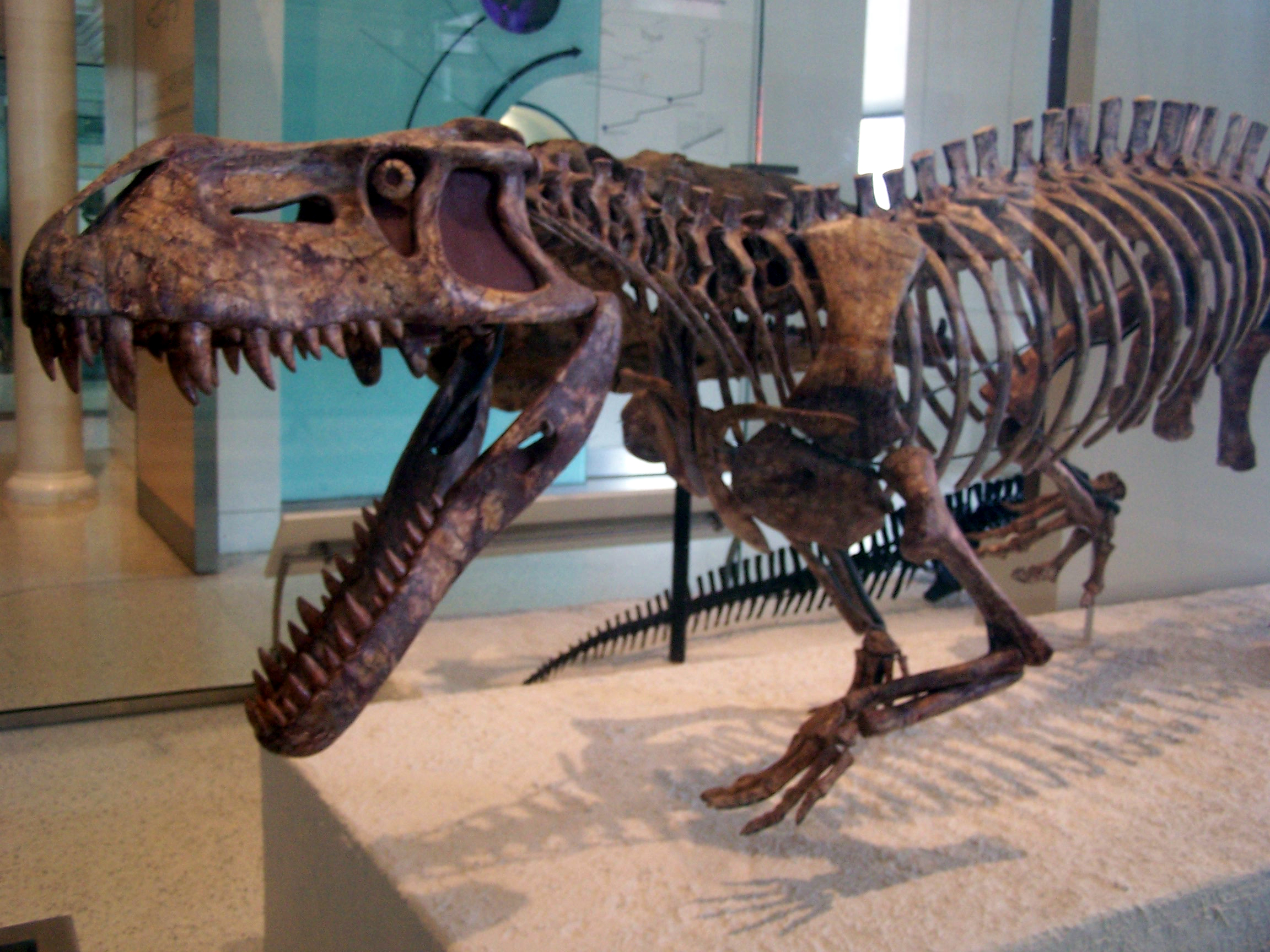
迅猛鱷的骨架模型，美國自然史博物館

在1957年，艾倫·查理格（Alan Charig）建立迅猛鱷科，當時包括曼達鱷（Mandasuchus）、迅猛鱷、椎體龍（Spondylosoma） 。在1967年，阿爾弗雷德·羅默（Alfred Sherwood Romer）將原屬於引鱷科的蜥鱷、勞氏鱷，改歸類於迅猛鱷科，迅猛鱷科當時也包括迅猛鱷、Procerosuchus、以及查理格發現的曼達鱷。
之後許多科學家將迅猛鱷科歸類於勞氏鱷科，或是被歸類為偽鱷亞目單系群的堅蜥目的姐妹演化支，或者是基礎鑲嵌踝類主龍與更先進的主龍類（例如堅蜥科、勞氏鱷科）之間的的小演化支。根據J. Michael Parrish在1993年對於鱷型踝關節類（Crocodylotarsi）的親緣分支分類法研究，他將迅猛鱷科（包括：迅猛鱷、鐵沁鱷、蜥鱷）獨立於鱷形超目、波波龍科、勞氏鱷科、堅蜥目等演化支之外。在大多數的演化樹裡，迅猛鱷科被認為比植龍目與鳥鱷科更為先進，但較波波龍科與堅蜥目原始。
在2005年，保羅·塞里諾將迅猛鱷科定義為：包含迅猛鱷（Prestosuchus），但不包含勞氏鱷（Rauisuchus）、堅蜥（Aetosaurus）、波波龍（Poposaurus）、尼羅鱷在內的最大演化支。

## 演化史
目前已知最早的迅猛鱷類是安尼西階坦噶尼喀的曼達鱷。牠們已經是大型動物，身長約4.75公尺。提蜥龍是另一個相似但較小的物種，生存於中三疊紀（安尼西階到拉丁階）的瑞士與北義大利，身長約2.5公尺，但鐵沁鱷可能與曼達鱷是同一屬。巨型的撕蛙鱷（Batrachotomus），身長約6公尺，發現於三疊紀拉丁階晚期的德國；而發現於晚三疊紀早期（卡尼階）南美的迅猛鱷，可能是撕蛙鱷的近親。亞拉鱷（Yarasuchus）是種發現於中三疊紀印度的小型物種，似乎也屬於這一科。蜥鱷是種巨大的肉食性動物，身長約6、7公尺長，化石在晚卡尼階的阿根廷發現。

## 外部連結
- Taxon Search - 迅猛鱷科
- Rauisuchiformes: 迅猛鱷科 - Palaeos網站